# Alain Oyarzun
Alain Oyarzun Aguilar (San Sebastián, 27 settembre 1993) è un calciatore spagnolo, attaccante del Rajasthan Utd.

## Carriera
Cresciuto nel settore giovanile della Real Sociedad, ha esordito in prima squadra il 4 dicembre 2014 disputando l'incontro di Coppa del Re pareggiato 0-0 contro il Real Oviedo.

## Statistiche

### Presenze e reti nei club
Statistiche aggiornate al 7 ottobre 2021.
| Stagione               | Squadra                | Campionato             | Campionato | Campionato | Coppe nazionali | Coppe nazionali | Coppe nazionali | Coppe continentali | Coppe continentali | Coppe continentali | Altre coppe | Altre coppe | Altre coppe | Totale | Totale |
| Stagione               | Squadra                | Comp                   | Pres       | Reti       | Comp            | Pres            | Reti            | Comp               | Pres               | Reti               | Comp        | Pres        | Reti        | Pres   | Reti   |
| ---------------------- | ---------------------- | ---------------------- | ---------- | ---------- | --------------- | --------------- | --------------- | ------------------ | ------------------ | ------------------ | ----------- | ----------- | ----------- | ------ | ------ |
| 2012-2013              | Real Sociedad B        | SDB                    | 18         | 4          |                 | -               | -               |                    | -                  | -                  |             | -           | -           | 18     | 4      |
| 2013-2014              | Real Sociedad B        | SDB                    | 27         | 3          |                 | -               | -               |                    | -                  | -                  |             | -           | -           | 27     | 3      |
| 2014-2015              | Real Sociedad B        | SDB                    | 29         | 9          |                 | -               | -               |                    | -                  | -                  |             | -           | -           | 29     | 9      |
| ago. 2015              | Real Sociedad B        | SDB                    | 1          | 0          |                 | -               | -               |                    | -                  | -                  |             | -           | -           | 1      | 0      |
| Totale Real Sociedad B | Totale Real Sociedad B | Totale Real Sociedad B | 75         | 16         |                 | -               | -               |                    | -                  | -                  |             | -           | -           | 75     | 16     |
| 2014-2015              | Real Sociedad          | PD                     | 0          | 0          | CR              | 2               | 0               |                    | -                  | -                  |             | -           | -           | 2      | 0      |
| 2015-gen. 2016         | Real Sociedad          | PD                     | 0          | 0          | CR              | 1               | 0               |                    | -                  | -                  |             | -           | -           | 1      | 0      |
| Totale Real Sociedad   | Totale Real Sociedad   | Totale Real Sociedad   | 0          | 0          |                 | 3               | 0               |                    | -                  | -                  |             | -           | -           | 3      | 0      |
| gen.-giu. 2016         | Mirandés               | SD                     | 18         | 1          | CR              | 1               | 0               |                    | -                  | -                  |             | -           | -           | 19     | 1      |
| 2016-2017              | Mirandés               | SD                     | 2          | 0          | CR              | 0               | 0               |                    | -                  | -                  |             | -           | -           | 2      | 0      |
| Totale Mirandés        | Totale Mirandés        | Totale Mirandés        | 20         | 1          |                 | 1               | 0               |                    | -                  | -                  |             | -           | -           | 21     | 1      |
| 2017-2018              | Real Saragozza         | SD                     | 17         | 0          | CR              | 3               | 0               |                    | -                  | -                  |             | -           | -           | 20     | 0      |
| 2018-2019              | Numancia               | SD                     | 24         | 3          | CR              | 1               | 0               |                    | -                  | -                  |             | -           | -           | 25     | 3      |
| 2019-2020              | Numancia               | SD                     | 6          | 0          | CR              | 0               | 0               |                    | -                  | -                  |             | -           | -           | 6      | 0      |
| Totale Numancia        | Totale Numancia        | Totale Numancia        | 30         | 3          |                 | 1               | 0               |                    | -                  | -                  |             | -           | -           | 31     | 3      |
| 2020-2021              | Córdoba                | SDB                    | 9          | 0          | CR              | 3               | 0               |                    | -                  | -                  |             | -           | -           | 12     | 0      |
| 2021-2022              | Real Unión             | PDR                    | 5          | 2          |                 | -               | -               |                    | -                  | -                  |             | -           | -           | 5      | 2      |
| Totale carriera        | Totale carriera        | Totale carriera        | 156        | 22         |                 | 11              | 0               |                    | -                  | -                  |             | -           | -           | 167    | 22     |